# Le Cabochard
Pour plus de détails, voir Fiche technique et Distribution.
Le Cabochard (titre original : The St. Louis Kid) est un film américain réalisé par Ray Enright, sorti en 1934.

## Synopsis
Un chauffeur de camion se retrouve mêlé à un conflit syndical après qu'un dirigeant syndical a été tué et que sa petite amie a été kidnappée après avoir été témoin du crime.

## Fiche technique
- Scénario : Warren Duff, Seton I. Miller, d'après l'histoire A Perfect Week-End de Frederick Hazlitt Brennan
- Photographie : Sid Hickox
- Musique : Bernhard Kaun
- Montage : Clarence Kolster
- Direction artistique : Jack Okey
- Décors : Orry-Kelly
- Société de production : Warner Bros.
- Genre : Drame
- Format : noir et blanc
- Durée : 67 minutes
- Date de sortie : 
  - États-Unis : 1er novembre 1934
- Affiche : Jacques Bonneaud (France)

## Distribution
- James Cagney : Eddie Kennedy
- Patricia Ellis : Ann Reid
- Allen Jenkins : Buck
- Robert Barrat : Farmer Benson
- Hobart Cavanaugh : Richardson
- Spencer Charters : Messeldopp
- Addison Richards : Mr. Brown
- Dorothy Dare : Gracie Smith
- Arthur Aylesworth : Juge Jeremiah Jones
- Charles Wilson : Mr. Harris, le directeur de la société de camions
- William Davidson : Joe Hunter
- Harry Woods : Louie Munn
- Gertrude Short : Babe Smith, la fille que Buck récupère
- Eddie Shubert : Pete, un chauffeur de camion
- Clay Clement : un homme armé au Flora's